# Lidia Bogaczówna
Lidia Bogaczówna, właśc, Lidia Danuta Bogacz-Popiel (ur. 26 sierpnia 1957 w Rudniku nad Sanem) – polska aktorka teatralna i filmowa.

## Życiorys
Absolwentka Wydziału Aktorskiego Państwowej Wyższej Szkoły Teatralnej im. Ludwika Solskiego w Krakowie (1982). Zaczynała w krakowskim Teatrze Stu. W latach 1982–1986 występowała w Teatrze Bagatela. Obecnie aktorka Teatru im. Juliusza Słowackiego w Krakowie. Widzom telewizyjnej Dwójki znana m.in. z roli Helusi w programie rozrywkowym Spotkanie z Balladą.
W latach 2006–2010 przewodnicząca oddziału ZASP w Krakowie. Od 2010 zastępca przewodniczącej tego samego oddziału.

## Filmografia
- 2019: Boże Ciało − matka
- 2013: Prawo Agaty − sędzia (odc. 31 i 50)
- 2012: Hotel 52 − parafianka Anna (odc. 72)
- 2010: Majka
- 2009: Ojciec Mateusz
- 2009: Nie będziesz wiedział
- 2007: Lunatycy
- 2007: Na dobre i na złe
- 2006: Kryminalni − Miarkowa (odc. 47)
- 2005: Szanse finanse
- 2004: Dziupla Cezara
- 2001: Klinika pod Wyrwigroszem
- 1996: Gry uliczne
- 1995: Drzewa
- 1989: Modrzejewska
- 1983: Seksmisja
- 1978: Układ krążenia

## Spektakle Teatru TV
- 1998: Wielka magia
- 1996: Dzieci z Bullerbyn
- 1996: Bal błaznów
- 1995: Markiz von Keith
- 1994: Szczególnie małe sny
- 1987: W małym domku
- 1984: Granica

## Słuchowiska
- 2021: Sen Alicji, czyli jak działa mózg[2][3]

## Nagrody i wyróżnienia
- 2009 Srebrny Krzyż Zasługi (2009, za zasługi dla kultury polskiej)[4]
- 2010 odznaka Prezydenta Krakowa „Honoris Gratia” w uznaniu zasług dla Krakowa i jego mieszkańców[5].
- 2012 laureatka konkursu Profesjonaliści 2012 organizowanego przez polską edycję czasopisma Forbes[6]
- 2019 Brązowy Medal „Zasłużony Kulturze Gloria Artis”[7]